# 狭霧 (駆逐艦)
狭霧（さぎり）は、大日本帝国海軍の駆逐艦。

## 概要
一等駆逐艦「狭霧」は、吹雪型駆逐艦（特型駆逐艦）の16番艦（特II型）。
艦艇類別等級上では、吹雪型駆逐艦の14番艦もしくは15番艦。
霧級（きりクラス）のうちの1隻。
狭霧は、浦賀船渠株式会社で1929年（昭和4年）3月から建造を開始。1931年（昭和6年）1月31日に竣工、同時に第8駆逐隊に所属した。続いて1932年（昭和7年）5月より第10駆逐隊に所属、吹雪型3隻（狭霧、漣、暁）として行動した。第10駆逐隊は第四水雷戦隊に所属して日中戦争（支那事変）に参加。第10駆逐隊解隊後の狭霧は、1940年（昭和15年）8月より霧級4隻（天霧、朝霧、夕霧、狭霧）による第20駆逐隊に所属し、中国大陸沿岸で行動した。
太平洋戦争開戦時、狭霧は引続き第20駆逐隊（第三水雷戦隊）に所属して南方作戦（マレー作戦）に従事する。マレー沖海戦時には、重巡洋艦鳥海（馬來部隊指揮官小沢治三郎中将/南遣艦隊旗艦）の直衛艦として行動した。
だが12月24日、第七戦隊司令官栗田健男少将（旗艦熊野）の指揮下でボルネオ島攻略作戦に従事中、ボルネオ島クチン沖合でオランダ海軍潜水艦K XVIの雷撃により沈没した。

## 艦歴

### 建造
1928年（昭和3年）11月23日、神奈川県横須賀市の浦賀船渠で建造予定の吹雪型駆逐艦に『狭霧（さぎり）』の艦名が与えられる。
同日附で吹雪型駆逐艦に類別。
1929年（昭和4年）3月28日、狭霧は起工。
同年12月23日、進水。本艦進水の翌日（12月24日）、浦賀船渠では姉妹艦潮が起工した。
8月2日、日本海軍は坂野民部中佐（当時、駆逐艦弥生艦長）を狭霧艤装員長に任命する。8月7日、浦賀船渠の狭霧艤装員事務所は事務を開始する。
1931年（昭和6年）1月31日、狭霧は竣工した。坂野民部中佐（狭霧艤装員長）は狭霧駆逐艦艦長（初代）となる。狭霧の初代幹部は、航海長井上良雄大尉（後の駆逐艦萩風初代艦長）、水雷長田中正雄大尉大尉、砲術長鈴木末七大尉、機関長堀江茂機関大尉。

### 第8駆逐隊
1931年（昭和6年）1月31日の竣工と共に、本艦は吹雪型3隻（天霧、朝霧、夕霧）で編制されていた第8駆逐隊に編入（駆逐隊司令郷田喜一郎大佐）。第8駆逐隊は定数4隻（天霧、朝霧、夕霧、狭霧）を揃えた。
7月には、戦艦榛名、軽巡洋艦木曾、敷設艦厳島、第1駆逐隊（神風、野風、波風、沼風）、基地航空隊、潜水艦部隊、海軍陸戦隊等と演習を行う（演習統監大角岑生横須賀鎮守府司令長官）。
同年11月、熊本県で行われる日本陸軍特別大演習統裁のため、昭和天皇は11月8日に横須賀軍港で金剛型戦艦3番艦榛名（艦長園田実大佐）に乗艦する。
正午、御召艦榛名および供奉艦の第8駆逐隊（天霧、朝霧、狭霧、夕霧）は横須賀を出発、九州に向かった。
11月10日夕刻、艦隊（榛名、天霧、朝霧、狭霧、夕霧）は佐世保港外に投錨。夕張艦長原精太郎大佐や郷田大佐（第8駆逐隊司令）、天霧艦長他も榛名での晩餐に招かれている。翌11日、天皇は榛名を退艦し、佐世保に上陸して熊本に向かった。
天皇は演習や阿蘇山（阿蘇神社）参拝等の行事をこなし、11月19日夕刻に鹿児島港で御召艦（榛名）に帰艦した。軽巡洋艦夕張先導のもと、榛名と供奉艦（天霧、朝霧、狭霧、夕霧）は鹿児島を出発、横須賀に向かった。
11月21日午後1時30分に艦隊は横須賀へ到着、天皇は榛名を退艦した。
12月1日の編制替で、狭霧は第8駆逐隊から除籍される。

### 第10駆逐隊
1932年（昭和7年）5月19日、日本海軍は吹雪型2隻（狭霧、漣）により第10駆逐隊を新編した（駆逐隊司令栗田健男中佐）。栗田司令は初代司令駆逐艦を狭霧に指定した。
11月30日、竣工したばかりの吹雪型駆逐艦21番艦暁の編入により、第10駆逐隊は定数3隻（狭霧、漣、暁）を揃えた。
12月1日、坂野民部中佐（狭霧艦長）は第5駆逐隊（朝風、春風、松風、旗風）司令へ転任。清水他喜雄中佐（当時、峯風型駆逐艦4番艦島風艦長）が狭霧駆逐艦長（2代目）となる。
1933年（昭和8年）8月7日、狭霧は館山を出発、南洋方面で行動し、21日に木更津帰着。
11月15日附の艦隊編制で、第二艦隊・第二水雷戦隊は軽巡洋艦那珂と、吹雪型駆逐艦を基幹とする第6駆逐隊（響、雷、電）、第10駆逐隊（狭霧、漣、暁）、第11駆逐隊（白雪、初雪、深雪）、第12駆逐隊（薄雲、白雲、叢雲）で編制。
1934年（昭和9年）6月29日、連合艦隊の演習で第二水雷戦隊所属駆逐艦の衝突事故が発生（深雪、電）、駆逐艦深雪（駆逐艦長大藤正直中佐）は沈没した。11月15日、清水他喜雄中佐（狭霧艦長）は第26駆逐隊（柿、楡、栗、栂）司令へ転任。姉妹艦東雲艦長の西岡茂泰中佐が狭霧駆逐艦長に転任。
同日附で実施された艦隊再編により、第二水雷戦隊旗艦は那珂から軽巡神通に変更。
第二水雷戦隊所属駆逐隊も、第6駆逐隊（雷、電、響）、第10駆逐隊（狭霧、漣、暁）、第19駆逐隊（浦波、敷波、綾波）、第20駆逐隊（東雲、吹雪、磯波）となった。
1935年（昭和10年）2月28日、有明湾で駆逐艦4隻（狭霧、敷波、電、旗風）が絡む多重衝突事故が発生した。
敷波に衝突され、狭霧は小破した。
10月15日、予備艦となる。
11月1日、西岡茂泰中佐（狭霧艦長）は第13駆逐隊（若竹、呉竹、早苗）司令へ転任。荘司喜一郎少佐（当時、駆逐艦羽風艦長）が狭霧駆逐艦長となる。
1936年（昭和11年）6月1日、当時の狭霧航海長寺内正道大尉は横須賀海軍航空隊教官へ転任（寺内正道は坊ノ岬沖海戦時の駆逐艦雪風艦長。）。春風航海長小屋増男大尉が、後任の狭霧航海長となる。
11月7日、横須賀を出発、同月17日に帰着するまで南洋方面で行動した。
12月1日、荘司喜一郎中佐（狭霧艦長）は敷設艦厳島副長へ転任。則満宰次中佐（当時、駆逐艦雷艦長）が狭霧駆逐艦長として着任する。
1937年（昭和12年）7月28日、日本海軍は軽巡洋艦木曽、第6駆逐隊（響、雷、電）、第10駆逐隊（狭霧、漣、暁）、第11駆逐隊（吹雪、白雪、初雪）により第四水雷戦隊（司令官細萱戊子郎少将）を編制。第四水雷戦隊は日中戦争（支那事変）における輸送船団護衛や封鎖任務等に投入された。
12月1日、則満宰次中佐（狭霧艦長）は第二水雷戦隊参謀へ転任。山本皓少佐（当時、駆逐艦白雲艦長）が狭霧駆逐艦長に補職される。
1938年（昭和13年）4月、第四水雷戦隊は解隊。4月19日、第10駆逐隊は予備駆逐隊となった（翌年3月15日より水雷学校練習艦）。同年6月27日、山本少佐（狭霧艦長）は病気の為に退任（6月29日、死去）。姉妹艦2隻（漣、暁）艦長を兼務していた小山猛男中佐は狭霧艦長の兼務を命じられ、吹雪型3隻（漣、暁、狭霧）駆逐艦長となった。
7月9日、坪郷悦馬少佐が狭霧駆逐艦長に任命されたことに伴い、小山中佐の艦長兼務は2隻（漣、暁）に戻った。
10月15日、坪郷少佐は第一港務部部員（佐世保海軍軍需部部員兼務）となり、磯久研磨少佐（前職は駆逐艦有明艦長）が狭霧駆逐艦長に任命される。
1939年（昭和14年）2月26日、日本の斎藤博・前駐米大使がワシントン（アメリカ合衆国）で死去する。斎藤大使の遺骨は、重巡洋艦アストリア(USS Astoria, CA-34) でアメリカから日本に帰国することになった。
4月17日、アストリアは吹雪型3隻（響、狭霧、暁）に先導され、出迎えの軽巡洋艦木曽と21発の礼砲をかわし、星条旗と日章旗を半旗に掲げて横浜港に入港した。
午後、斎藤大使の遺骨の引渡し式が行われた。
同年（昭和14年）11月1日、日本海軍は駆逐隊の名称を変更する。
朝潮型駆逐艦4隻（朝潮、大潮、満潮、荒潮）で編制されていた第25駆逐隊を第8駆逐隊と改名。吹雪型3隻（朝霧、夕霧、天霧）の第8駆逐隊は第20駆逐隊に改称。
11月15日、狭霧と朝潮型駆逐艦9番艦霞の駆逐艦長を入れ替えることになり、磯久研磨中佐（狭霧艦長）は霞艦長へ、白浜政七中佐（霞初代艦長）は狭霧艦長に、それぞれ交代する。
また同日附で第10駆逐隊も解隊。後日、狭霧は第20駆逐隊、暁は第6駆逐隊、漣は第7駆逐隊に、それぞれ編入された。

### 第20駆逐隊
1940年（昭和15年）4月下旬より、浦賀船渠で修理を実施する。5月1日、日本海軍は第一艦隊麾下に第三水雷戦隊を新編した。編制当初の三水戦は、川内型軽巡洋艦川内、第12駆逐隊、第20駆逐隊である。
8月1日、狭霧は第三水雷戦隊所属の第20駆逐隊に編入され、同隊は吹雪型4隻（朝霧、夕霧、天霧、狭霧）となった。
同年9月、第三水雷戦隊（旗艦川内）は北部仏印進駐にともなう陸軍輸送船団護衛任務に従事した。
11月15日、狭霧と陽炎型駆逐艦12番艦磯風の駆逐艦長を入れ替えることになり、白浜政七中佐（狭霧艦長）は磯風艦長へ、杉岡幸七中佐（磯風初代艦長）は狭霧艦長に、それぞれ交代する。
同日、第11駆逐隊と第19駆逐隊が第三水雷戦隊に編入され、所属駆逐隊は4コ（11駆、12駆、19駆、20駆）となった。

### 馬來部隊本隊
太平洋戦争開戦時の狭霧の所属は、第一艦隊・第三水雷戦隊（司令官橋本信太郎少将：旗艦川内）・第20駆逐隊（駆逐隊司令山田雄二大佐、朝霧、夕霧、天霧、狭霧）であった。
さらに馬來部隊（指揮官小沢治三郎南遣艦隊司令長官、旗艦鳥海）、第七戦隊（司令官栗田健男少将）、第三水雷戦隊（司令官橋本少将）、第四潜水戦隊（司令官吉富説三少将）、第五潜水戦隊（司令官醍醐忠重少将）、第十二航空戦隊（司令官今村脩少将）、第二十二航空戦隊（司令官松永貞市少将）、第九根拠地隊（司令官平岡粂一少将）、第十一特別根拠地隊（司令官戸苅隆始中将）を構成していた。
1941年（昭和16年）11月27日、南遣艦隊司令長官小沢治三郎中将は、海南島の三亜港で南遣艦隊旗艦を練習巡洋艦香椎から、高雄型重巡洋艦3番艦鳥海（第四戦隊より派遣）に変更する。同日迄には、馬來部隊の水上戦力（第三水雷戦隊を含む）は三亜に集結していた。
12月4日、馬來部隊指揮官（小沢中将、鳥海座乗）は、マレー半島上陸船団の出港を見届けて三亜港を出撃、狭霧は鳥海の直衛艦として行動を共にした。
12月8日に太平洋戦争が勃発すると、第20駆逐隊を含め第三水雷戦隊はタイのシンゴラ上陸に向かう輸送船団の護衛及び支援任務に従事した。
ただし、本艦は馬來部隊主隊（鳥海、狭霧）として行動した（第三水雷戦隊本隊とは別行動）。マレー沖海戦においても、馬來部隊主隊2隻（鳥海、狭霧）は同一行動をとった。
12月9日午後9時30分以降、日本軍陸上攻撃機3機は夜間索敵行動中に「暗黒の海面に白々と二条の航跡と黒い艦影二つ」を発見する。これをイギリス東洋艦隊と判断した陸攻は吊光弾を投下、さらに『敵見ユ』を打電した。この艦影は、夜戦誘致のため索敵行動中の鳥海と狭霧だった。小沢中将は「我レ鳥海」を信号したものの、陸攻は鳥海と狭霧を敵艦隊と判断したまま触接を続行する。小沢中将（鳥海）は北方へ避退を開始するとともに「中攻三機鳥海上空ニアリ」「吊光弾下ニ在ルハ鳥海ナリ」を第一航空部隊司令部に打電、これを受けて二二航戦司令官松永貞市少将が「味方上空、引返セ」を命じる一幕もあった。翌10日、イギリス東洋艦隊の戦艦2隻（プリンス・オブ・ウェールズ、レパルス）は陸上基地航空隊により撃沈された。

### ボルネオ島攻略作戦
12月11日、馬來部隊水上部隊はカムラン湾（ベトナム中南部）に集結し、続いて第二次マレー上陸作戦と、ボルネオ島攻略作戦を発動する。北部ボルネオ島攻略に投入される日本陸軍は、第18師団より抽出された川口支隊（歩兵第三十五旅団長川口清健陸軍少将）であった。
ここで馬來部隊の兵力部署が変わり、第七戦隊司令官栗田健男少将を指揮官とする護衛隊本隊が編成された。このうち第七戦隊第1小隊（熊野〈艦長田中菊松大佐〉、鈴谷〈艦長木村昌福大佐〉）、駆逐艦2隻（吹雪、狭霧〉）はボルネオ作戦支援を命じられる。
本隊の他にも、第五潜水戦隊・第二航空部隊・第二護衛隊がボルネオ上陸作戦支援を命じられ、各部隊所属艦艇（特設水上機母艦神川丸、軽巡洋艦由良、第12駆逐隊〈叢雲、白雲、東雲〉、第七号駆潜艇、輸送船10隻）もボルネオ島西岸に向かう。
12月13日午前、第二次マレー上陸部隊（第三水雷戦隊他）、ボルネオ攻略部隊（指揮官小川延喜第12駆逐隊司令。駆逐艦〈叢雲、白雲、東雲〉、軽巡〈由良〉、特設水上機母艦〈神川丸〉、第七号駆潜艇、海軍輸送船5隻、陸軍輸送船5隻）、栗田少将直率の護衛隊本隊（熊野、鈴谷、吹雪、狭霧）、小沢中将の巡洋艦2隻（鳥海、鬼怒）は順次カムラン湾を出撃、目的地に向かった。
12月15日深夜から16日未明にかけて、船団部隊はボルネオ北部サラワク王国のミリに到着する。上陸作戦は成功し、油田施設も占領した。
だが12月17日朝、ミリ攻略部隊は度重なる空襲を受ける。同日午前中には、駆逐艦東雲（第12駆逐隊）がミリ沖合で轟沈した。
同日、小沢中将（馬來部隊指揮官）は第一掃海隊第1小隊（第三号掃海艇、第六号掃海艇）と野島丸を、東雲を喪失した第二護衛隊に編入した。また軽巡洋艦鬼怒も、護衛隊本隊（栗田少将、旗艦熊野）に編入された（鬼怒は19日1045に熊野他と合同）。
12月18日以降、ボルネオ島西部の天候は不良となり、ミリの飛行場整備も遅延していた。日本陸軍側は「飛行場に海軍基地航空部隊が進出しない限り、クチン攻略を延期する」と申し入れた。攻略部隊は連日連合軍機の空襲を受け、神川丸水上機部隊の奮戦で切り抜ける。12月20日1410、小沢中将はクチン攻略の3日延期を決定した。12月22日1500、ミリ飛行場に零式艦上戦闘機15、陸上攻撃機9が進出、クチン上陸作戦の準備が整う。
12月22日1500、第二護衛隊（叢雲、白雲、掃海艇2隻）、陸軍輸送船（香取丸、日蘭丸、日吉丸）、海軍特設艦船（北海丸、第三図南丸、第二雲洋丸）、軽巡由良、特設水上機母艦神川丸はミリを出撃した。洋上待機していた護衛隊本隊（巡洋艦3隻〈熊野、鈴谷、鬼怒〉、駆逐艦2隻〈吹雪、狭霧〉）も攻略船団に近接、船団斜前20浬附近を航行した。同日、伊号54潜水艦よりクチン方面に敵潜水艦行動中の情報があり、各隊は対潜警戒を厳重にする。
12月23日朝より、攻略部隊は連合軍飛行艇に触接された。同日夕刻に零戦が去ると再び連合軍飛行艇が出現、神川丸観測機がこれを撃墜している。前路掃蕩中の第6号駆潜艇や、哨戒中の伊五四潜からはクチン方面に敵潜水艦所在の報告が入った。実際にはオランダ海軍の潜水艦3隻が泊地に接近していた。
22時40分以降、オランダ潜水艦K XIVはクチン泊地周辺の日本軍輸送船団を襲撃した。輸送船香取丸（歩兵第三十五旅団長川口清健少将乗船）、日吉丸、北海丸、第三図南丸が相次いで魚雷攻撃を受け、大破する（香取丸は24日午前9時に沈没）。第七戦隊司令官栗田健男少将（熊野）は、救援のため狭霧を泊地に派遣した。
一方、小沢中将の命令を受けて第七戦隊第2小隊（三隈、最上）、第11駆逐隊第1小隊（初雪、白雪）、給油艦襟裳は、第七戦隊第1小隊（熊野、鈴谷）に合流するため急行していた。
クチン攻略部隊は12月24日午前3時頃より上陸作戦を開始、これは予定より三日遅れであった。連合軍機による空襲を受けるが、クチン占領は順調に進んだ。狭霧は同日午前8時30分にクチン泊地に到着、損傷船の救助作業に従事した。救助活動が一段落すると、駆逐艦3隻（叢雲、狭霧、白雲）は泊地周辺の警戒任務に従事した。
同日20時45分、クチンから約35マイル沖を航行中の狭霧は、オランダ海軍潜水艦のK XVIから雷撃された。
魚雷は狭霧の右舷後部に命中。
爆雷の誘爆による火災が弾薬庫及び搭載魚雷に引火、大爆発を引き起こし、狭霧は被雷後約15分間で沈没した。
第三号掃海艇や僚艦の短艇が救助をおこない、叢雲は周辺海域の制圧（2115に魚雷2本を回避、爆雷攻撃により敵潜撃沈確実を報告）、白雲は護衛および救助を実施した。
12月28日時点において、狭霧生存者は駆逐艦長以下119名、戦死者121名と報告されている。
狭霧沈没の報告を受けた栗田少将（第七戦隊司令官）は、第七戦隊を護衛中の第11駆逐隊より2隻（吹雪、初雪）を現場に急派する。12月25日午前8時、11駆2隻（吹雪、初雪）は現場に到着、狭霧生存者は吹雪に移乗した。その後、小沢中将の命令により、3隻（熊野、鈴谷、吹雪）はカムラン湾に帰投した。
1942年（昭和17年）1月15日、日本海軍は前年度中に喪失した駆逐艦4隻（東雲、狭霧、如月、疾風）および潜水艦や掃海艇を除籍する。
本艦は吹雪型駆逐艦、
第20駆逐隊、
帝国駆逐艦籍
のそれぞれから除籍された。
同日附で杉岡幸七中佐は狭霧駆逐艦長の職務を解かれて第十港務部部員となる。他の狭霧幹部達も職務を解かれた（水雷長諸石高大尉、航海長小泉申平中尉、砲術長田中健一中尉、乗組河原崎勇少尉〈後日、駆逐艦秋月沈没時水雷長〉）。
3月10日、解隊された第12駆逐隊から吹雪型8番艦白雲が編入され、第20駆逐隊は定数4隻（天霧、朝霧、夕霧、白雲）を回復した。狭霧乗組員の一部は藤永田造船所で建造中の夕雲型駆逐艦2番艦「巻雲」（艤装員長/駆逐艦長藤田勇中佐）に配属され、3月14日の同艦竣工を迎えた（諸石高大尉は巻雲水雷長、田中健一中尉は巻雲砲術長）。
狭霧沈没時の艦長だった杉岡中佐は9月10日附で駆逐艦大潮艦長に任命され、続いて第4駆逐隊所属の駆逐艦嵐艦長へ転任。ベラ湾夜戦における嵐沈没時に戦死した。

## 歴代艦長

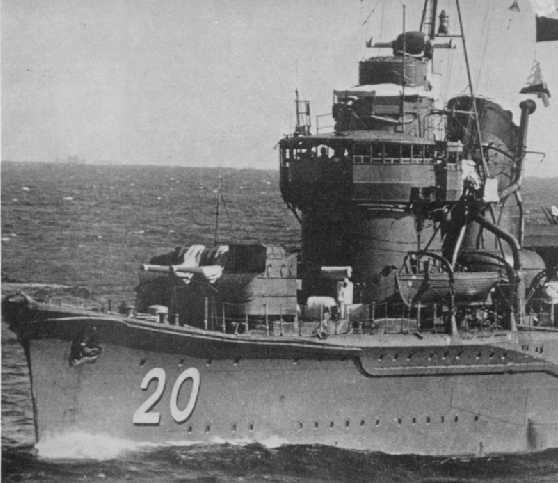
1941年（昭和16年）の「狭霧」

※脚注なき限り『艦長たちの軍艦史』280-282頁による。

### 艤装員長
1. 坂野民部 中佐：1930年8月1日[30] - 1931年1月31日[33]

### 艦長
1. 坂野民部 中佐：1931年1月31日[33] - 1931年12月1日[53]
2. 清水他喜雄 中佐：1931年12月1日[53] - 1934年11月15日[59]
3. 西岡茂泰 中佐：1934年11月15日[59] - 1935年10月31日[65]
4. 荘司喜一郎 少佐：1935年10月31日[65] - 1936年12月1日[68]
5. 則満宰次 中佐：1936年12月1日[68] - 1937年12月1日[70]
6. 山本皓 少佐：1937年12月1日[70] - 1938年6月25日[72]※6月29日病没
7. 小山猛夫 中佐：1938年6月25日[72] - 1938年7月9日[74]
8. 坪郷悦馬 少佐：1938年7月9日[74] - 1938年10月15日[75]
9. 磯久研磨 少佐：1938年10月15日[75] - 1939年11月15日[82]
10. 白浜政七 中佐：1939年11月15日[82] - 1940年11月15日[91]
11. 杉岡幸七 中佐：1940年11月15日[91] - 1942年1月15日[163]